# Alvin Moore
Alvin Moore   (Indiana, 19 de novembre de 1891 - Albuquerque, 9 de novembre de 1972) va ser un genet estatunidenc que va competir durant la dècada de 1930.
El 1932 va prendre part en els Jocs Olímpics de Los Angeles, on va disputar dues proves del programa d'hípica amb el cavall  Water Pat. Va guanyar la medalla de bronze en la prova de doma per equips i fou setè en la de doma individual.